# 미숙아 망막병증
미숙아 망막병증(未熟兒網膜病症, 영어: retinopathy of prematurity)은 미숙아의 망막의 혈관 이상으로 발생하는 질환군으로 혈관 지름길(vascular shunt)과 신생혈관, 섬유혈관증식 그리고 견인망막박리 등이 특징적인 소견들이다.

## 원인
이 질환은 미숙아에게서만 발생한다. 미숙아란 임신주수가 37주 미만인 신생아를 말하나, 치료가 필요한 심각한 미숙아 망막병증은 임신주수 30주, 출생체중 1500그램 이하의 저출생 체중아에서 발생한다.
망막의 혈관은 임신 4개월경부터 시신경 유두부위에서 시작하여 차차 주변부로 성장하며, 완전한 혈관 성장은 출생할 때가 되어야 이루어진다. 따라서 미숙아로 태어나게 되면 망막에 혈관이 완전히 자라 있지 않은 상태인 것이다. 이 상태에서 아직 완전히 규명되어 있지 않은 어떠한 원인으로 망막혈관의 성장이 멈추어버리면 혈관이 자라 있지 않은 주변부 망막은 산소가 부족한 허혈 상태에 빠지게 된다. 허혈 망막에서는 혈관의 성장을 촉진하는 혈관내피성장인자(vascular endothelial growth factor, VEGF) 등의 물질이 만들어지며 이것이 과도한 경우 비정상적인 섬유혈관 증식이 일어나게 되는데 이것이 미숙아 망막병증이다. 진행하는 경우 눈속 출혈, 망막박리 등을 일으켜 실명과 안구 위축을 야기할 수 있다.
미숙아 망막병증 발생의 위험인자로서 가장 중요한 것은 출생 때의 저체중이며 그 외에 과도한 산소의 투여, 여러 가지 불량한 전신 상태(무호흡증, 패혈증, 수혈, 뇌실내 출혈, 호흡곤란증후군, 심혈관계 선천이상)이 관련되어 있다.

## 임상소견
대한민국에서 미숙아 망막병증의 발생 빈도는 병원에 따라 차이는 있으나 대략 25% 내외의 빈도를 보인다. 이중 상당수가 미숙아의 성장에 따라 자연 퇴행하며 6% 정도만이 치료가 필요할 정도로 진행한다.
미숙아 망막병증의 검사는 산동제를 점안한 후 도상검안경으로 안저를 관찰한다. 주변부까지 완전한 검사를 위해서는 안구을 압박하여야 한다. 검사 도중 결막에 부종이나 출혈이 발생할 수 있으나 며칠 경과하면 자연 호전된다.
미숙아 망막병증의 분류는 영역(zone), 단계(stage), 플러스(plus)의 3가지 항목으로 이루어진다. zone은 시신경에서 거리에 따라 I에서 III까지로 구분한다. 단계는 섬유혈관의 증식 정도에 따라 다음의 다섯 단계로 구분한다.
- Stage 1. 흰선 demarcation line
- Stage 2. 능선 ridge
- Stage 3. 능선과 망막외 섬유혈관증식 ridge with extraretinal fibrovascular proliferation
- Stage 4. 부분 망막박리 subtotal retinal detachment
- Stage 5. 전체 망막박리 total retinal detachment

상기 단계중 Stage 2부터 동맥과 정맥이 바로 연결되는 동정맥 측로(shunt)가 나타나며, 측로를 통한 혈류가 증가하면 측로에서 시신경까지의 혈관이 확장되고 구불구불해지는데 이것을 플러스 징후라고 한다.
이 세가지의 조합으로 치료가 반드시 필요한 단계를 문턱 단계라고 정의하였으나 최근에는 문턱 단계보다 좀 더 빠른 시기에 치료를 하는 경향이다. 가장 최근의 치료 적응증은 zone I에 stage 3이거나 stage 1,2라도 플러스 징후가 보이는 경우, zone II에 Stage 3 이상 혹은 플러스 징후가 보이는 모든 미숙아 망막병증이다.

## 치료
미숙아 망막병증의 1차적인 치료는 레이저광응고이다. 레이저광응고의 근거는 혈관이 자라지 못한 허혈망막을 레이저의 열을 이용하여 파괴시킴으로써 혈관증식을 유발하는 물질의 생산을 감소시키는 것이다. 레이저 치료는 전신마취하에서 시행하기도 하고 점안제를 이용한 국소마취 하에서 시행하기도 한다. 하지만 반드시 심박동 감시 모니터를 달고 간호 인력의 도움으로 전신상태를 감시하면서 시행하여야 한다. 가능하면 1회에 시행하는 것이 좋으나 미숙아의 상태가 불안정할 경우 2~4회로 나누어 시행하기도 한다.
유리체 출혈이 발생하거나 백내장 등의 혼탁이 있어 레이저의 투과가 힘든 경우는 레이저를 시행하기 힘들수도 있다. 이러한 경우 냉동치료가 대안이 될 수 있다. 냉동치료는 안구 바깥쪽에서 얼려서 허혈망막을 파괴하는 방법이다.
아주 최근에 VEGF를 제거하기 위하여 항-VEGF항체를 눈 속으로 직접 투여하여 호전을 보였다는 보고가 있으나 아직 널리 사용되는 방법은 아니다.
레이저치료나 냉동치료에도 불구하고 stage 4 이상으로 진행하기도 한다. 이러한 경우는 수술이 필요할 수 있다. 수술은 눈의 상태에 따라 안구를 바깥에서 조여주는 공막두르기나 눈 안쪽으로 기구를 넣어 섬유혈관 증식을 제거하는 유리체절제술을 시행한다.

## 예후
망막박리 없이 호전된 경우 시력예후는 양호한편이다. 하지만 미숙아 망막병증이 발생하였던 눈은 근시가 잘 발생한다. 어린 나이에 고도근시의 발생율이 높으므로 취학 전 가능한 빠른 시기에 안과검사를 받고 필요한 경우 안경을 착용하도록 한다.
수술의 받아야 했던 경우의 예후는 좋지 않다. 성공적으로 망막을 유착시키는 해부학적 성공률은 40~60% 정도이며, 0.1 이상 정도의 유용한 시력을 획득할 가능성은 20~40%에 불과하다.

## 참고 문헌
1. 미숙아 망막병증, 유영석 in 망막, 2판; 한국망막학회, 2004.[쪽 번호 필요]